# Энн Литтл
Энн Литтл (англ. Ann Little; 7 февраля 1891[…], Маунт-Шаста, Калифорния — 21 мая 1984[…], Лос-Анджелес, Калифорния) — американская актриса немого кино, менее известна как актриса театра (музыкальные комедии).

## Биография
Мэри Хэнкинс Брукс (настоящее имя актрисы) родилась 7 февраля 1891 года на ранчо в городке Маунт-Шаста (штат Калифорния, США) и была единственным ребёнком в семье. Отца звали Джеймс Лютер Брукс, он был родом из Нью-Йорка. Мать — Мэри Мэриа «Мейми» Хэнкинс Брукс, родом из Монтаны. Перепись 1900 года сообщает, что они втроём проживали в Чикаго (штат Иллинойс) как «квартиранты». Перепись 1910 года говорит следующее: Мэри Хэнкинс Брукс снова проживает в Маунт-Шаста как «квартирантка» в семье Леви со статусом «замужем».
С 1907 года девушка начала играть в летних театрах, с 1911 года стала киноактрисой. Сразу была востребована, первое время Литтл снималась в 20-25 картинах за год. Однако популярность её была недолгой: в 1918 году она появилась лишь в девяти лентах, в 1919 — в шести, в 1920 — в двух. Окончила карьеру актриса в 1925 году, так и не войдя в эпоху звукового кино.
Энн Литтл была «дитя Дикого Запада»: она родилась на ранчо, с детства хорошо ездила верхом, стреляла и плавала, поэтому режиссёры охотно брали её на роли индианок в своих вестернах.
Литтл окончила свою карьеру довольно внезапно. Одни считали, что она просто устала от однотипных бесконечных вестернов; другие утверждали, что актриса всерьёз решила посвятить себя религии «Христианская наука». О дальнейшей жизни актрисы достоверно известно лишь то, что она осталась жить в Калифорнии, рядом с Голливудом, некоторое время была управляющей известным отелем Шато Мармон на Сансет-стрип, очень не любила вспоминать о своих кинематографических годах, осталась бездетна и после развода в 1918 году больше никогда официально замужем не была.
Энн Литтл скончалась 21 мая 1984 года в Лос-Анджелесе в возрасте 93 лет. Похоронена на кладбище «Лесная поляна» в Глендейле.
Личная жизнь
19 августа 1916 года Литтл вышла замуж за киноактёра Аллана Форреста (1885—1941). Спустя два года последовал развод, детей от брака не было.

## Избранная фильмография
За свою карьеру длиной в 14 лет (1911—1925) Литтл снялась в примерно 155 кинофильмах и киносериалах, впрочем около 125 из фильмов были короткометражными. С первого дня в кино и до начала 1918 года в подавляющем большинстве случаев в титрах указывалась как Анна Литтл (англ. Anna Little). За свою недолгую карьеру она успела поработать на несколько студий (в порядке очерёдности): Essanay Studios, Universal Pictures, Paramount Pictures, Famous Players-Lasky и National Film Corporation. По состоянию на начало 2020-х годов, все фильмы с участием актрисы, за исключением двенадцати, считаются утерянными.
- 1913 — Битва при Геттисберге[англ.] / The Battle of Gettysburg — Вирджиния Бёрк
- 1915 — Чёрный ящик[англ.] / The Black Box — Линора МакДугал
- 1917 — Нэн с Музыкальной Горы[англ.] / Nan of Music Mountain — Нэн Морган
- 1918 — Мир на продажу[англ.] / The World for Sale — Флида Дрюс
- 1918 — Римрок Джонс[англ.] / Rimrock Jones — Мэри Удача
- 1918 — Дом тишины[англ.] / The House of Silence — Тойнетт Роджерс
- 1918 — Верь мне, Ксантиппа[англ.] / Believe Me, Xantippe — Долли Камман
- 1918 — Светлячок Франции[англ.] / The Firefly of France — Эсме Фальконер
- 1918 — Меньше, чем родственник[англ.] / Less Than Kin — Нелли Рейд
- 1918 — Муж индианки[англ.] / The Squaw Man — Натурих
- 1919 — Под псевдонимом «Майк Моран»[англ.] / Alias Mike Moran — Элейн Дебо
- 1919 — Ревущая дорога[англ.] / The Roaring Road — Дороти Уорд
- 1919 — Рассказанное в холмах[англ.] / Told in the Hills — Рейчел Харди
- 1919—1920 — «Молния» Брайс[англ.] / Lightning Bryce — Кейт Арнольд
- 1920 — Простите мой прах[англ.] / Excuse My Dust — Дороти Уорд Уолден
- 1920 — Колыбель мужества[англ.] / The Cradle of Courage — Роуз Тирни
- 1921 — Синяя Лисица[англ.] / The Blue Fox — Энн Кэлвин
- 1922 — Нэн с Севера[англ.] / Nan of the North — Нэн
- 1922 — Молния[англ.] / Chain Lightning — Пегги Помрой

- До начала кинокарьеры Литтл некоторое время играла в театрах. Фото 1909 года.
- С Фрэнсисом Фордом в фильме «Изгой» (1912)
- Фото 1914 года
- С Гербертом Роулинсоном[англ.] в фильме «Дамон и Финтий» (1914)
- Фото 1915 года
- Фото 1916 года
- С Уоллесом Ридом на постере фильма «Римрок Джонс[англ.]» (1918)
- Фото 1918 года
- Фото 1919 года
- С Уильямом Хартом в рекламе фильма Square Deal Sanderson (1919)
- В киносериале «„Молния“ Брайс[англ.]» (1919—1920)
- Фото ок. 1920 года
- Фото 1921 года
- В рекламе киносериала «Синяя Лисица»[англ.] (1921)